# Fonualei
Fonualei est une île volcanique proche de Vava'u au royaume des Tonga. D'une superficie de 5 km2, elle est inhabitée. L'île voisine la plus proche est Tokū, à 19,7km au sud-est.

## Histoire

### Premiers contacts avec les européens
Le premier navigateur européen à apercevoir l'île fut l'espagnol Francisco Mourelle de la Rua à bord de La Princesa le 26 février 1781. Il nomma l'île Amagura (amèreté) en raison des nombreuses éruptions volcaniques.

### Activité volcanique
Depuis 1791, au moins six éruptions ont été répertoriées :
- 1791
- 11 juin 1846
- Mars 1906
- Juin 1939
- 21 août 1951
- Juin 1957
- 16 février 1974 (incertaine)